# Elnora
Elnora – miasto w Stanach Zjednoczonych, w stanie Indiana, w hrabstwie Daviess.